# Entavio
Entavio, zunächst bekannt unter dem Projektnamen Dolphin, war eine digitale Vertriebsplattform für Satellitenfernsehen des Satellitenbetreibers SES Astra, die am 1. September 2007 auf der IFA in Betrieb genommen wurde. Seit 30. September 2009 ist entavio eingestellt.

## Entavio
Auf der Plattform wurden Radio- und Fernsehprogramme und Zusatzdienste wie Blucom gebündelt und auf Wunsch des Anbieters verschlüsselt. Diese verschlüsselten Inhalte konnten nur mit einem Digitalreceiver entschlüsselt werden.
Voraussetzungen dafür waren eine digitaltaugliche Satelliten-Empfangsanlage und ein Entavio-geeigneter Satellitenreceiver.
Voraussetzung für Entavio Pay-TV-Inhalte waren eine bei Entavio direkt erhältliche Smartcard (nur nötig zur Nutzung von Bezahlfernseh-Angeboten) und die Zahlung einer monatlichen Grundgebühr von 1,99 Euro sowie 9,99 Euro Smartcard-Bereitstellungsentgelt.

## Geschichte
Zunächst hatten sich die RTL- und Viacom-Gruppe sowie die ProSiebenSat1-Media AG zum Entavio-Projekt bekannt. ARD und ZDF sprachen sich gegen eine verschlüsselte Ausstrahlung über Satellit aus. Außerdem trafen RTL und ProSiebenSat1 mit den führenden deutschen Kabelgesellschaften eine Übereinkunft über die Einspeisung ihrer Programme ins digitale Kabelnetz. ProSiebenSat1 stieg allerdings im Zuge eines Kartellverfahrens Anfang Dezember 2006 wieder aus dem Projekt aus (siehe Kritik).
Am 19. Februar 2007 gab SES Astra wegen des Ausstiegs von ProSiebenSat1 ein Abrücken von der Verschlüsselung für Free-TV-Sender bekannt. Man wollte sich vorerst auf Bezahlfernseh-Angebote bei der Verschlüsselung konzentrieren.
Am 19. April 2007 gaben SES Astra und Premiere bekannt, dass die Entavio-Plattform am 1. September 2007 mit Premiere als erstem Bezahlfernsehsender starten werde und dass alle Premiere- und Entavio-tauglichen Satellitenreceiver für den Empfang eingesetzt werden könnten.
Im Juli 2007 wurde bekannt, dass die im Moment frei empfangbaren Sender zunächst nicht verschlüsselt übertragen werden.
Vermarktet wurde Entavio durch die Entavio GmbH, eine 100-prozentige Tochterfirma von SES ASTRA, mit Sitz in München-Unterföhring. Für den Uplink zum Satelliten war die Astra-Tochtergesellschaft APS verantwortlich.
Zum 1. September 2007 startete Entavio und übertrug über die Plattform verschlüsselt die Programminhalte von Premiere und von Premiere Star.
Zum 1. November 2007 startete der Abo-Kanal sportdigital.tv mit der Ausstrahlung seines Programms. Eine Nutzung war nur mit einem Entavio-Receiver möglich. Ab 1. Dezember 2007 folgte der Abo-Kanal alpenglühen.tv. Dieses Programmangebot konnten auch alle Premiere-Kunden nutzen, die einen Entavio-Zugang besaßen.
Zum 30. September 2009 wurde Entavio eingestellt. Wie viele Kunden jemals Entavio genutzt haben, wird von Astra geheim gehalten.

## Kritik
Das Bundeskartellamt eröffnete im Jahre 2006 gegen die drei Beteiligten des Dolphin-Projekts ein Verfahren wegen des Verdachts auf gegenseitige Absprache. Anfang Dezember 2006 gab die Sendergruppe ProSiebenSat1 den Ausstieg aus dem Projekt bekannt. Daraufhin stellte das Kartellamt sein Verfahren wegen Koordinationsverdachts ein, ein weiteres bezüglich möglicherweise wettbewerbswidriger Spezifikationen des Entavio-Kodierungsstandards ist jedoch nach wie vor im Gange.
Im Oktober 2006 wies das Bundeskartellamt eine Beschwerde des Astra-Konkurrenten Eutelsat wegen des Anfangsverdachts auf Missbrauch einer marktbeherrschenden Stellung zurück. Die Beschwerde bezog sich auf die Übernahme der Premiere-Playout-Gesellschaft DPC (nach der Übernahme umbenannt in APS) durch Astra.
Kritiker befürchteten dennoch, dass SES Astra mit dem Entavio-Projekt möglicherweise seine Stellung als europäischer Marktführer ausnutzen wolle. Sie bemängeln vor allem, dass bei der kostenpflichtigen Entavio-Plattform kein echter Mehrwert gegenüber dem bisherigen kostenlosen und unverschlüsselten Empfang erkennbar sei. Die führenden Digitalreceiver-Hersteller befürchten zudem, dass der Entavio-Standard anderen Vermarktungsplattformen oder frei empfangbaren Kanälen den technischen Zugang zu den Empfangsgeräten erschweren könnte.
Astra entgegnete, dass die Plattform allen Sendern zur Realisierung ihrer jeweiligen Geschäftsmodelle offen stehe. Ferner biete Astra nicht selbst Inhalte an und sei daher neutral. Zudem seien gewisse Spezifikationen für die Set-Top-Boxen erforderlich, um gerade nicht Hersteller vom Bau der Geräte auszuschließen, sondern um durch gewisse Mindeststandards das reibungslose Funktionieren der Plattform gewährleisten zu können.
Im Dezember 2012 verhängte das Bundeskartellamt gegen die Sendergruppen ProSiebenSat1 und RTL ein Bußgeld in Höhe von 55 Mio. Euro. Außerdem verpflichteten sich RTL und ProSiebenSat1 ihre Sender in SD-Qualität nur noch unverschlüsselt über Satellit, Kabel und IPTV auszustrahlen.

## Grundmerkmale Entavio-zertifizierter Receiver
- Jugendschutz
- Multifeed
- Mosaic
- Interaktivität (Interaktive STB)
- Ein Smartcard-Slot für Entavio-Smartcard
- CI-Slot bei allen neu produzierten Geräten
- Blucom
- Software-Download via Satellit
- Logical Channel Numbering (LCN) (automatische Kanalzuordnung)
- Kein aufwendiger Suchlauf bei Änderungen (neue Programme oder Transponderänderung)